# Arenaria cretica
Arenaria cretica là loài thực vật có hoa thuộc họ Cẩm chướng. Loài này được Spreng. mô tả khoa học đầu tiên năm 1825.